# قرية مالون (نيويورك)
قرية مالون (بالإنجليزية: Malone (village), New York)‏ هي منطقة سكنية تقع في الولايات المتحدة في مقاطعة فرانكلن، نيويورك. يقدر عدد سكانها بـ 5,911 نسمة وترتفع عن سطح البحر 217 متر.

## التركيبة السكانية
حدّد مكتب تعداد الولايات المتحدة بيانات التركيبة السكانية لقرية مالون في تعداد الولايات المتحدة. في ما يلي، التركيبة السكانية حسب تعدادي 2000 و2010.

### تعداد عام 2000
بلغ عدد سكان قرية مالون 6,075 نسمة بحسب تعداد عام 2000، وبلغ عدد الأسر 2,583 أسرة وعدد العائلات 1,510 عائلة مقيمة في القرية. في حين سجلت الكثافة السكانية 736.4 نسمة لكل كيلومتر مربع (1,907.3/ميل2). وبلغ عدد الوحدات السكنية 2,847 وحدة بمتوسط كثافة قدره 345.1 لكل كيلومتر مربع (893.8/ميل2).
وتوزع التركيب العرقي للقرية بنسبة 97.58% من البيض و0.49% من الأمريكيين الأفارقة و0.46% من الأمريكيين الأصليين و0.51% من الأمريكيين ذوي الأصول الآسيوية و0.44% من الأعراق الأخرى و0.51% من عرقين مختلطين أو أكثر و1.05% من الهسبانيون أو اللاتينيون من أي عرق.
بلغ عدد الأسر 2,583 أسرة كانت نسبة 30.6% منها لديها أطفال تحت سن الثامنة عشر تعيش معهم، وبلغت نسبة الأزواج القاطنين مع بعضهم البعض 38.6% من أصل المجموع الكلي للأسر، ونسبة 15.2% من الأسر كان لديها معيلات من الإناث دون وجود شريك، بينما كانت نسبة 4.7% من الأسر لديها معيلون من الذكور دون وجود شريكة وكانت نسبة 41.5% من غير العائلات. تألفت نسبة 36% من أصل جميع الأسر من عدة أفراد يعيشون في نفس المنزل ونسبة 17.4% كانت تتألف من شخص يعيش بمفرده يبلغ من العمر 65 عاماً أو أكثر. وبلغ متوسط حجم الأسرة المعيشية 2.24، أما متوسط حجم العائلات فبلغ 2.86.
بلغ العمر الوسطي للسكان 40.4 عاماً. وكانت نسبة 23% من القاطنين تحت سن الثامنة عشر، وكانت نسبة 7.5% بين الثامنة عشر والرابعة والعشرين عاماً، ونسبة 25.7% كانت واقعةً في الفئة العمرية ما بين الخامسة والعشرين والرابعة والأربعين عاماً، ونسبة 22.1% كانت ما بين الخامسة والأربعين والرابعة والستين، ونسبة 16.9% كانت ضمن فئة الخامسة والستين عاماً فما فوق. يوجد لكل 100 أنثى 84.0 ذكر، ويوجد لكل 100 أنثى في الثامنة عشر من عمرها فما فوق 79.4 ذكر.
بلغ متوسط دخل الأسرة في القرية 25,200 دولارًا، أما متوسط دخل العائلة فبلغ 35,077 دولارًا. وكان متوسط دخل الذكور 29,200 دولارًا مقابل 20,163 دولارًا للإناث. وسجل دخل الفرد الخاص بالقرية 15,960 دولارًا. وكانت نسبة 10.8% من العائلات ونسبة 16.4% من السكان تحت خط الفقر، وكان من هؤلاء نسبة 22.1% تحت سن الثامنة عشر ونسبة 11.6% في الخامسة والستين من العمر وما فوق.

### تعداد عام 2010
بلغ عدد سكان قرية مالون 5,911 نسمة بحسب تعداد عام 2010، وبلغ عدد الأسر 2,570 أسرة وعدد العائلات 1,432 عائلة مقيمة في القرية. في حين سجلت الكثافة السكانية 716.5 نسمة لكل كيلومتر مربع (1,855.7/ميل2). وبلغ عدد الوحدات السكنية 2,904 وحدة بمتوسط كثافة قدره 352 لكل كيلومتر مربع (911.7/ميل2).
وتوزع التركيب العرقي للقرية بنسبة 96.01% من البيض و0.61% من الأمريكيين الأفارقة و1.08% من الأمريكيين الأصليين و0.78% من الأمريكيين ذوي الأصول الآسيوية و0.37% من الأعراق الأخرى و1.15% من عرقين مختلطين أو أكثر و1.62% من الهسبانيون أو اللاتينيون من أي عرق.
بلغ عدد الأسر 2,570 أسرة كانت نسبة 28.5% منها لديها أطفال تحت سن الثامنة عشر تعيش معهم، وبلغت نسبة الأزواج القاطنين مع بعضهم البعض 34.4% من أصل المجموع الكلي للأسر، ونسبة 16.4% من الأسر كان لديها معيلات من الإناث دون وجود شريك، بينما كانت نسبة 4.9% من الأسر لديها معيلون من الذكور دون وجود شريكة وكانت نسبة 44.3% من غير العائلات. تألفت نسبة 37.9% من أصل جميع الأسر من عدة أفراد يعيشون في نفس المنزل ونسبة 15.4% كانت تتألف من شخص يعيش بمفرده يبلغ من العمر 65 عاماً أو أكثر. وبلغ متوسط حجم الأسرة المعيشية 2.21، أما متوسط حجم العائلات فبلغ 2.87.
بلغ العمر الوسطي للسكان 41.0 عاماً. وكانت نسبة 22.7% من القاطنين تحت سن الثامنة عشر، وكانت نسبة 8% بين الثامنة عشر والرابعة والعشرين عاماً، ونسبة 24.3% كانت واقعةً في الفئة العمرية ما بين الخامسة والعشرين والرابعة والأربعين عاماً، ونسبة 26.8% كانت ما بين الخامسة والأربعين والرابعة والستين، ونسبة 18.3% كانت ضمن فئة الخامسة والستين عاماً فما فوق. وتوزع التركيب الجنسي للسكان بنسبة 45.9% ذكور و54.1% إناث.

## أعلام
- جورجيا وود بانغبورن
- تشارلز هنري روب